# Tuxedni River
Der Tuxedni River ist ein 40 Kilometer langer Zufluss des Cook Inlets im Südwesten des US-Bundesstaats Alaska.

## Verlauf
Der Tuxedni River hat seinen Ursprung unterhalb der Gletscherzunge eines namenlosen Gletschers in den Chigmit Mountains auf einer Höhe von ungefähr 400 m. Der Fluss wird von einem größeren vergletscherten Gebiet gespeist, das sich 30 Kilometer südöstlich des Lakes Clark erstreckt. Der Tuxedni River fließt in überwiegend ostnordöstlicher Richtung entlang der Nordflanke des Vulkans Mount Iliamna. Die Gletscherzunge des Tuxedni-Gletschers reicht bis auf fast vier Kilometer an das Südufer des Flusses heran. Unterhalb der Gletscherzunge hat sich ein Schwemmfächer entwickelt, entlang welchem der Tuxedni River fließt. Östlich des Schwemmfächers beginnt schon das Ästuar des Tuxedni Rivers. Der Tuxedni River mündet schließlich in die Tuxedni Bay im Westen des Cook Inlets. 

## Name
Der Fluss wurde im Jahr 1958 vom United States Geological Survey (USGS) nach dessen Mündungsbucht benannt.